# لوگن اولریک
لوگن اولریک (انگلیسی: Logan Ullrich؛ زادهٔ ۲۰ اوت ۲۰۰۰)  قایقران روئینگ اهل نیوزیلند است.
وی در مسابقات کشوری و بین‌المللی در مجموع برندهٔ ۱ مدال نقره شده است.